# Enchanted (bài hát của Taylor Swift)
"Enchanted" là một bài hát được viết lời và thu âm bởi ca sĩ kiêm nhạc sĩ người Mỹ Taylor Swift cho album phòng thu thứ ba của cô, Speak Now (2010). Được sản xuất bởi Swift và Nathan Chapman, bài hát nói về sự say mê ai đó sau lần đầu gặp gỡ và lo lắng về việc liệu tình cảm đó có được đáp lại hay không. Đây là một bản power ballad với tiếng guitar accoustic mạnh dần sau mỗi đoạn điệp khúc, dẫn đến phần kết từng đoạn nhạc sở hữu nhiều lớp hòa âm.
Khi Speak Now được phát hành vào năm 2010, "Enchanted" lọt vào bảng xếp hạng Canadian Hot 100 (thứ 95) và Billboard Hot 100 (thứ 75). Bài hát được chứng nhận Vàng bởi Hiệp hội Công nghiệp Ghi âm Hoa Kỳ (RIAA). Swift trình diễn cố định "Enchanted" trong hai chuyến lưu diễn thế giới của cô, Speak Now World Tour (2011–2012) và The 1989 World Tour (2015), cũng như thể hiện trong một số đêm diễn thuộc những chuyến lưu diễn khác của nữ ca sĩ.
Sau khi lan truyền trên ứng dụng chia sẻ video TikTok vào tháng 10 và tháng 11 năm 2021, "Enchanted" đạt thứ hạng mới trên Canadian Hot 100 (thứ 47). Bài hát còn xuất hiện trên bảng xếp hạng ở Úc (50) và Singapore (14), đồng thời được chứng nhận Vàng bởi Hiệp hội Công nghiệp ghi âm Úc (ARIA) vào tháng 12 năm 2021.

## Bối cảnh và phát hành
Taylor Swift phát hành album phòng thu thứ ba của cô, Speak Now, vào ngày 25 tháng 10 năm 2010. Cô đã tự viết tất cả 14 bài hát trong album. Swift viết "Enchanted" về một người đàn ông mà cô say mê sau khi gặp mặt ở Thành phố New York, và cách cô hy vọng sẽ tiếp tục mối quan hệ đó. Cô chủ ý sử dụng từ "wonderstruck" trong lời bài hát vì người đàn ông đó đã sử dụng cụm từ này ở một trong những email mà anh gửi cho Swift sau khi họ gặp nhau. Trong phần tập sách của album, Swift cài cắm thông điệp ẩn cho bài hát là "A-D-A-M". "Enchanted" ban đầu là bản nhạc chủ đề của Speak Now, nhưng Swift đã thay đổi tên album sau khi tham khảo ý kiến của Chủ tịch Big Machine Records Scott Borchetta, người cho rằng Enchanted không phù hợp với chủ đề trưởng thành của album.
Khi phát hành album, giới truyền thông suy đoán rằng chủ đề của bài hát là ca sĩ kiêm nhạc sĩ Adam Young, người sáng lập dự án âm nhạc Owl City. Young phản hồi trên trang web của Owl City vào ngày 13 tháng 2 năm 2011, rằng anh cũng say đắm Swift khi lần đầu họ gặp nhau. Anh đăng tải bản hát lại "Enchanted", trong đó anh thay đổi một số lời bài hát nhằm đề cập trực tiếp đến Swift. Anh hát, "I was never in love with someone else / I never had somebody waiting on me / 'Cause you were all of my dreams come true / And I just wish you knew / Taylor I was so in love with you;" là cách đáp lại lời bài hát gốc: "Please don't be in love with someone else / Please don't have somebody waiting on you." Bất chấp những đồn đoán của giới truyền thông, Swift chưa bao giờ xác nhận hay phủ nhận rằng Young là chủ đề của bài hát, và cũng không phản hồi về bản hát lại của Young.
Vào tháng 10 năm 2011, Swift hợp tác với Elizabeth Arden, Inc. để tung ra thương hiệu nước hoa "Wonderstruck", vốn liên quan đến lời bài hát của "Enchanted". Sau thành công của "Wonderstruck", cô cho ra mắt thương hiệu thứ hai mang tên "Wonderstruck Enchanted" vào tháng 7 năm 2012; cả hai loại nước hoa đều bắt nguồn từ chủ đề mang hơi hướng cổ tích của "Enchanted" về việc say mê một ai đó sau lần gặp đầu tiên.

## Nhạc và lời
Về mặt âm nhạc, "Enchanted" là một bản power ballad. Bài hát bắt đầu bằng tiếng guitar mộc nhẹ nhàng, cao dần sau mỗi câu hát "I was enchanted to meet you". Gần về cuối của bài hát là một đoạn nhiều lớp hòa âm giọng hát của Swift trên nền synthesizer. Nhà phê bình Matthew Horton của BBC Music mô tả đây là một bản nhạc pop. Theo Rob Sheffield của Rolling Stone, "Enchanted" bao gồm những ảnh hưởng của nhạc rock. Tờ  The Daily Telegraph mô tả đây là một bài hát đồng quê cổ điển, nhưng Brittany McKenna từ Billboard coi bản nhạc "nằm ngoài ranh giới của nhạc đồng quê". Cathalena E. Burch từ Arizona Daily Star coi đây là một "bản ballad xứng tầm với arena-rock".
"Enchanted" mô tả cảm giác sau cuộc gặp gỡ với một người đặc biệt mà không biết liệu sự si mê đó có được đáp lại hay không. Lời bài hát mang hơi hướng truyện cổ tích để miêu tả sự lãng mạn. Bài hát mở đầu bằng cảnh Swift lần đầu gặp gỡ người cô thích, "Your eyes whispered 'have we met?'/ Across the room your silhouette starts to make its way to me," với những hợp âm guitar lặp đi lặp lại. Khi bài hát tiếp tục, cô tự hỏi về khả năng có một mối tình mới qua những đoạn riff guitar điện và nhịp trống đều đặn. Swift tiết lộ rằng đoạn bridge là phần yêu thích của cô vì nó tượng trưng cho dòng suy nghĩ của cô khi đang viết bài hát: "Please don't be in love with someone else / Please don't have somebody waiting on you." Cô nói, "thật tuyệt khi viết chính xác suy nghĩ của bạn trong một thời điểm nhất định."

## Trình diễn trực tiếp

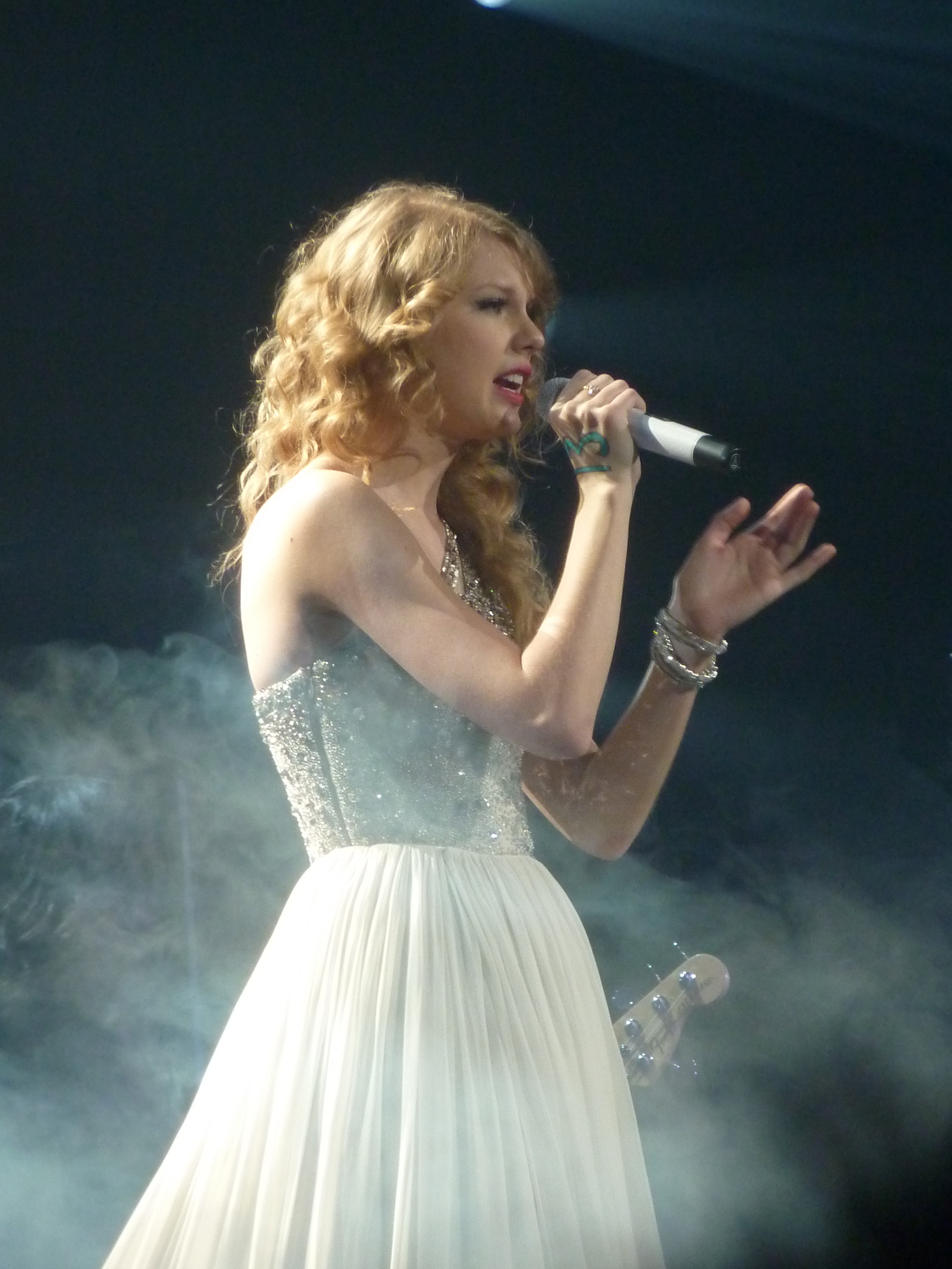
Swift đang hát "Enchanted" trong chuyến lưu diễn Speak Now World Tour (chụp tại Paris năm 2011)

Màn trình diễn trực tiếp đầu tiên của Swift cho "Enchanted" là trong chương trình Lễ tạ ơn Đặc biệt của NBC Speak Now, phát sóng vào ngày 25 tháng 11 năm 2010. Chương trình giới thiệu quá trình thực hiện album cùng với những tiết mục trình diễn trực tiếp trên sân thượng ở Thành phố New York. Swift đưa "Enchanted" vào danh sách cố định cho Speak Now World Tour (2011–2012). Trong những đêm nhạc, cô xuất hiện với bộ váy ngủ trên đỉnh cầu thang uốn lượn, với các vũ công ba lê đang khiêu vũ phía sau. Đối với các buổi biểu diễn của The 1989 World Tour, cô thể hiện một bản mashup của "Enchanted" và "Wildest Dreams" với một cây dương cầm lớn.
Swift đã thêm "Enchanted" vào một số ngày nhất định trong các chuyến lưu diễn khác của cô. Trong The Red Tour (2012–2013), cô biểu diễn "Enchanted" tại các đêm diễn ở Denver và Portland. Cô cũng biểu diễn bài hát như một tiết mục bất ngờ tại một buổi hòa nhạc của Reputation Stadium Tour tại Sân vận động MetLife vào ngày 22 tháng 7 năm 2018.

## Tiếp nhận chuyên môn
"Enchanted" được giới phê bình đánh giá cao. Trong một bài đánh giá của Rolling Stone về Speak Now, Sheffield nhận xét rằng "chất giọng của Swift không đủ sức nặng để khỏa lấp mức độ thuần thục của cô dưới tư cách ca sĩ". Anh đã đưa "Enchanted" vào danh sách những bài hát hay nhất do Swift phát hành, nhấn mạnh phần cuối nhiều lớp hòa âm như một "cuộc đảo chính". Alex Macpherson từ The Guardian ca ngợi bài hát đã thể hiện "bản năng nắm bắt cảm xúc với độ chính xác đáng kinh ngạc của Swift – đến tận nỗi sợ hãi len lỏi vào cuối bài hát". Matthew Horton của BBC Music ca ngợi quá trình sản xuất thân thiện với sóng phát thanh của bản nhạc, và nhà phê bình của Slant Magazine Jonathan Keefe ngợi ca quá trình sản xuất vì đã thể hiện kỹ năng sáng tác của Swift, chọn "Enchanted" là một trong những điểm nổi bật của album.
Erin Strecker của Billboard xếp "Enchanted" là bài hát của Taylor Swift bị đánh giá thấp thứ tư trong danh sách năm 2014. The Daily Telegraph đưa bản nhạc vào danh sách mười bài hát hàng đầu của Swift năm 2014. Trong một bảng xếp hạng khác về danh sách đĩa hát của Swift, Jane Song từ Paste xếp "Enchanted" nằm trong số mười bài hát hay nhất Swift từng phát hành, ca ngợi phong cách sáng tác của Swift đã đem đến một câu chuyện hấp dẫn. Hannah Mylrea của NME đặc biệt nhấn mạnh "phần nhạc khí hoành tráng gây ngất ngây và [...] điệp khúc chân thành". Nate Jones của Vulture khen ngợi phần sản xuất, nhưng nhận xét rằng bài hát "không cần dài đến sáu phút".

## Diễn biến thương mại
Sau khi Speak Now được phát hành, vào ngày 13 tháng 11 năm 2010, "Enchanted" lọt vào bảng xếp hạng Billboard Hot 100 của Hoa Kỳ ở vị trí thứ 75, bảng xếp hạng Digital Song Sales ở vị trí thứ 44, và bảng xếp hạng Country Digital Song Sales ở vị trí thứ 11. Bài hát đứng ở vị trí thứ 95 trên bảng xếp hạng Canadian Hot 100. Năm 2014, Hiệp hội Công nghiệp Ghi âm Hoa Kỳ (RIAA) chứng nhận đĩa Vàng cho "Enchanted" với lượng tiêu thụ đạt 500,000 đơn vị, dựa trên doanh số và lượt phát trực tuyến theo yêu cầu.
Giữa tháng 10 và tháng 11 năm 2021, "Enchanted" phổ biến trở lại sau khi lan truyền trên ứng dụng chia sẻ video TikTok. Tại Hoa Kỳ, trong tuần tính đến ngày 27 tháng 10 năm 2021, bài hát tích lũy hơn một triệu lượt phát trực tuyến; vào tuần sau, con số đạt được hơn ba triệu lượt. Sự nổi tiếng bất ngờ của bài hát là một phần của "SwiftTok", một hashtag gồm các video TikTok sử dụng những bài hát của Swift. "Enchanted" đạt vị trí thứ 55 trên Billboard Global 200. "Enchanted" đạt đến thứ hạng mới trên Canadian Hot 100, ở vị trí thứ 47. Bài hát lọt vào bảng xếp hạng đĩa đơn ở Úc (thứ 50) và Singapore (thứ 14). Vào tháng 12 năm 2021, Hiệp hội Công nghiệp ghi âm Úc (ARIA) chứng nhận Vàng cho bài hát. Bài hát còn lọt vào vào top 10 trên Billboard Country Streaming Songs, và hai bảng xếp hạng khác của Billboard: Digital Song Sales và Streaming Songs.

## Thành phần thực hiện
Thành phần thực hiện được trích từ Tidal
- Taylor Swift – giọng hát, viết lời, sản xuất, guitar mộc
- Nathan Chapman – sản xuất, guitar mộc, banjo, guitar bass, piano điện tử, guitar điện, mandolin, organ, piano, synthesizer
- Chris Carmichael – đàn dây, sắp xếp đàn dây
- Tim Lauer – hammond B3, piano
- Bryan Sutton – acoustic guitar
- Amos Heller – bass guitar
- Tim Marks – bass guitar
- Tommy Sims – bass guitar
- John Gardner – trống
- Nick Buda – trống
- Shannon Forrest – trống
- Grant Mickelson – guitar điện
- Mike Meadows – guitar điện
- Paul Sidoti – guitar điện
- Rob Hajacos – fiddle
- Al Wilson – bộ gõ
- Eric Darken – bộ gõ
- Smith Curry – guitar thép

## Xếp hạng
| Bảng xếp hạng (2010)                      | Vị trí cao nhất |
| ----------------------------------------- | --------------- |
| Canada (Canadian Hot 100)                 | 95              |
| Hoa Kỳ Billboard Hot 100                  | 75              |
| US Country Digital Song Sales (Billboard) | 11              |

| Bảng xếp hạng (2021)                       | Vị trí cao nhất |
| ------------------------------------------ | --------------- |
| Úc (ARIA)                                  | 50              |
| Canada (Canadian Hot 100)                  | 47              |
| Thế giới Global 200 (Billboard)            | 55              |
| Malaysia (RIM)                             | 11              |
| Singapore (RIAS)                           | 14              |
| Anh Quốc Streaming (OCC)                   | 74              |
| US Hot 100 Recurrents (Billboard)          | 4               |
| Hoa Kỳ Digital Song Sales (Billboard)      | 37              |
| Hoa Kỳ Streaming Songs (Billboard)         | 32              |
| Hoa Kỳ Country Streaming Songs (Billboard) | 9               |

## Chứng nhận
| Quốc gia                                                    | Chứng nhận | Số đơn vị/doanh số chứng nhận |
| ----------------------------------------------------------- | ---------- | ----------------------------- |
| Úc (ARIA)                                                   | Vàng       | 35.000‡                       |
| Anh Quốc (BPI)                                              | Bạc        | 200.000‡                      |
| Hoa Kỳ (RIAA)                                               | Vàng       | 500.000‡                      |
| ‡ Chứng nhận dựa theo doanh số tiêu thụ và phát trực tuyến. |            |                               |